# Edward Szymanek

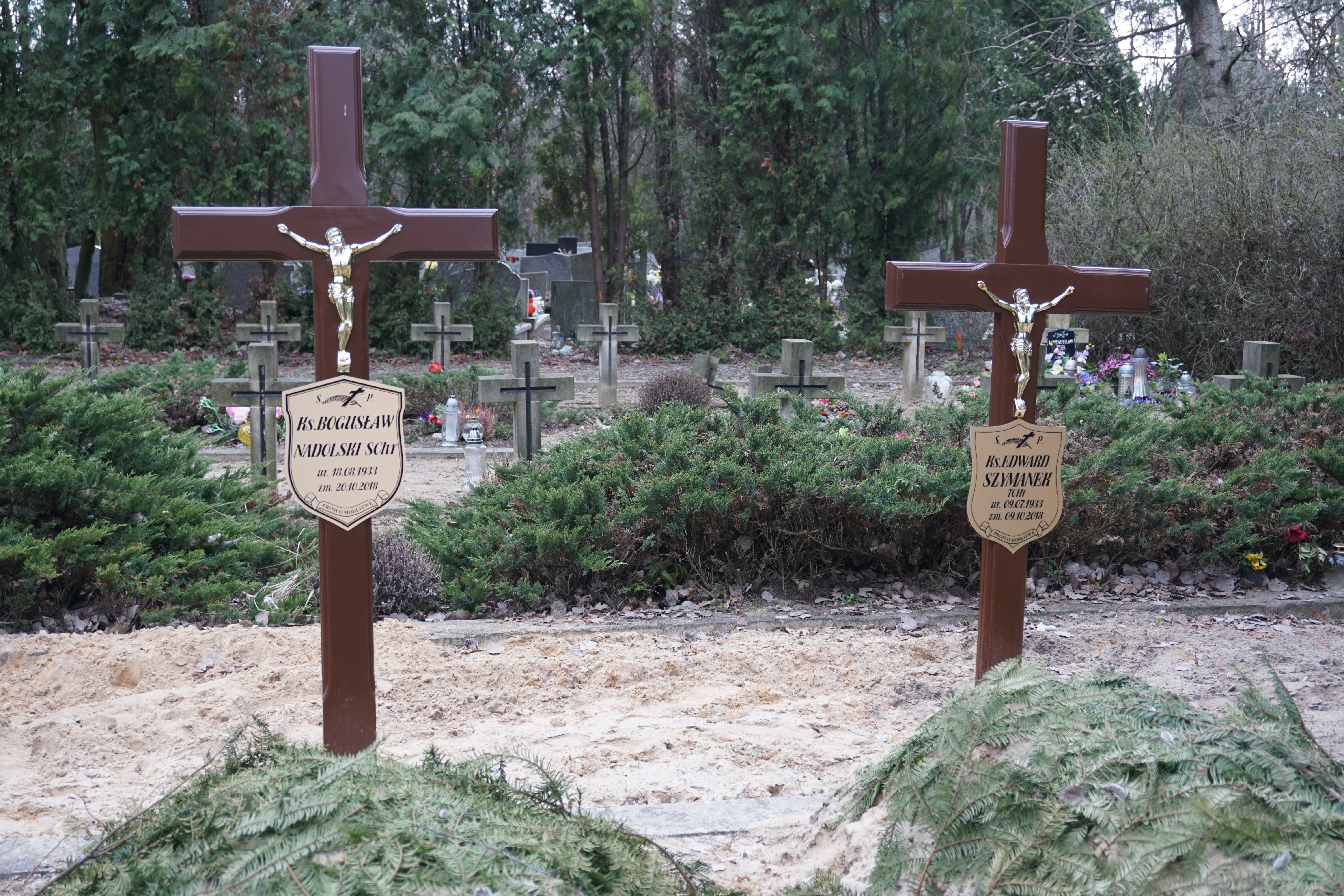
Groby księdza Bogusława Nadolskiego i księdza Edwarda Szymanka na cmentarzu Miłostowo w Poznaniu

Edward Szymanek (ur. 9 lipca 1933 w Przytocznie, zm. 9 października 2018 w Grodzisku Wielkopolskim) – polski duchowny rzymskokatolicki, biblista, przełożony generalny Towarzystwa Chrystusowego dla Polonii Zagranicznej w latach 1983–1989.

## Życiorys
23 sierpnia 1949 wstąpił do Towarzystwa Chrystusowego i 7 września tego samego roku rozpoczął kanoniczny nowicjat w Ziębicach. Pierwszą profesję zakonną złożył 8 września 1950, zaś 8 września 1954 złożył w Poznaniu profesję wieczystą. 6 kwietnia 1957 przyjął święcenia kapłańskie z rąk bpa Franciszka Jedwabskiego. W 1957 pełnił posługę jako wikariusz w parafii Wniebowzięcia Najświętszej Maryi Panny we Władysławowie, a następnie jeszcze w tym samym roku podjął posługę w parafii św. Józefa w Stargardzie. W latach 1958–1961 studiował w Katolickim Uniwersytecie Lubelskim w Lublinie, gdzie uzyskał stopień naukowy doktora. Następnie był wykładowcą Pisma Świętego w Wyższym Seminarium Duchownym Towarzystwa Chrystusowego. Piastował również w latach 1968–1969 i 1977–1981 funkcję rektora Wyższego Seminarium Duchownego Towarzystwa Chrystusowego. W międzyczasie w latach 1963–1968 był kierownikiem redakcji miesięcznika „Msza Święta”.
Ks. Szymanek dwukrotnie piastował urząd wikariusza generalnego Towarzystwa Chrystusowego dla Polonii Zagranicznej, zaś w latach 1983–1989 piastował urząd przełożonego generalnego Zgromadzenia. Był również wieloletnim członkiem Rady Generalnej Zgromadzenia.
Uczestniczył jako tłumacz w opracowaniu tzw. Biblii poznańskiej w ramach której dokonał przekładu Listu św. Pawła do Rzymian i Listu do Galatów. Był także autorem podręcznika Wykład Pisma Świętego Nowego Testamentu z 1990.
Zmarł 9 października 2018. Został pochowany 16 października 2018 na cmentarzu Miłostowo w Poznaniu w kwaterze Towarzystwa (pole 18).